# Plectris pauloana
Plectris pauloana är en skalbaggsart som beskrevs av Moser 1924. Plectris pauloana ingår i släktet Plectris och familjen Melolonthidae. Inga underarter finns listade i Catalogue of Life.